# Wrestle-1 Championship
O Wrestle-1 Championship (WRESTLE-1チャンピオンシップ, Wrestle-1 Chanpionshippu) é um título de luta livre profissional disputado na Wrestle-1 (W-1). Em japonês, o nome do titulo inclui o termo katakana para "campeonato", Chanpionshippu (チャンピオンシップ), derivado do inglês, em vez do termo kanji Ōza (王座). O título também não possui nenhuma denominação que determine uma classe de peso, indicando assim ser um campeonato de peso-aberto de facto.
Como a maioria dos campeonatos de luta livre profissional, o título é ganho como resultado de uma luta pré-determinada. Houve sete reinados partilhados entre seis lutadores. O atual campeão é Yuji Hino, que está em seu primeiro reinado.

## Historia

### Torneio pelo título
No dia 21 de Julho de 2014, um ano após a fundação da Wrestle-1, a promoção anunciou a criação do seu primeiro título, o Wrestle-1 Championship. Nos eventos anteriores da Wrestle-1, foram disputados campeonatos de outras promoções, como os da All Star Wrestling (ASW), European Wrestling Promotion (EWP), Pro Wrestling Zero1 e Total Nonstop Action Wrestling (TNA). Foi anunciado que o campeão inaugural seria determinado em um torneio de dezesseis lutadores ocorrido entre 21 de Setembro e 8 de Outubro de 2014. O Fundador da Wrestle-1, Keiji Mutoh, informou rapidamente que não participaria do torneio. Todos os participantes foram revelados no dia 8 de Agosto, com exceção de dois, que seriam determinados em lutas de qualificação no dia 31 de Agosto. Nestes confrontos, Jiro Kuroshio derrotou Andy Wu e Daiki Inaba derrotou Koji Doi. O torneio apresentava apenas lutadores oficialmente sob contrato com a Wrestle-1, excluindo os freelancers ou lutadores que estavam a trabalhar regularmente em outras promoções. O campeão da Pro Wrestling Zero1, Masakatsu Funaki, anunciou que ele defenderia seu título ao longo do torneio e que iria unifica-lo com o Wrestle-1 Championship. No entanto, um pouco antes do início do torneio, no dia 19 de Setembro, Funaki perdeu o titulo contra Kohei Sato. O cinturão do Wrestle-1 Championship foi revelado numa conferência de imprensa no dia 17 de Setembro. As primeiras duas rondas do torneio foram realizadas em três shows, entre 21 e 23 de Setembro, onde Kai, Masakatsu Funaki, Masayuki Kono e Shuji Kondo avançaram para as semifinais em 8 de Outubro. Nas semifinais, Kai e Kono sairam vitoriosos contra Kondo e Funaki, respectivamente, avançando para a final, ocorrida mais tarde naquele mesmo dia, onde Kono derrotou Kai para ganhar o torneio, tornando-se no campeão inaugural da Wrestle-1.
|  | Primeira Ronda (21 ate 23 de Setembro) | Primeira Ronda (21 ate 23 de Setembro) |       |                  | Segunda Ronda (23 de Setembro) | Segunda Ronda (23 de Setembro) |  |                  | Semifinais (8 de Outubro) | Semifinais (8 de Outubro) |  |     | Finais (8 de Outubro) | Finais (8 de Outubro) |
|  |                                        |                                        |       |                  |                                |                                |  |                  |                           |                           |  |     |                       |                       |
|  | Kai                                    | Pin                                    |       |                  |                                |                                |  |                  |                           |                           |  |     |                       |                       |
|  | Manabu Soya                            | 23:40                                  |       |                  |                                |                                |  |                  |                           |                           |  |     |                       |                       |
|  | Manabu Soya                            | 23:40                                  |       | Kai              | Pin                            |                                |  |                  |                           |                           |  |     |                       |                       |
|  |                                        |                                        |       | Kai              | Pin                            |                                |  |                  |                           |                           |  |     |                       |                       |
|  |                                        | Minoru Tanaka                          | 18:18 |                  |                                |                                |  |                  |                           |                           |  |     |                       |                       |
|  | Minoru Tanaka                          | Minoru Tanaka                          | 18:18 | Pin              |                                |                                |  |                  |                           |                           |  |     |                       |                       |
|  | Minoru Tanaka                          |                                        |       | Pin              |                                |                                |  |                  |                           |                           |  |     |                       |                       |
|  | Daiki Inaba                            | 12:31                                  |       |                  |                                |                                |  |                  |                           |                           |  |     |                       |                       |
|  | Daiki Inaba                            | 12:31                                  |       |                  |                                |                                |  | Kai              | Pin                       |                           |  |     |                       |                       |
|  |                                        |                                        |       |                  |                                |                                |  | Kai              | Pin                       |                           |  |     |                       |                       |
|  |                                        | Shuji Kondo                            | 12:50 |                  |                                |                                |  |                  |                           |                           |  |     |                       |                       |
|  | Hiroshi Yamato                         | Shuji Kondo                            | 12:50 | Pin              |                                |                                |  |                  |                           |                           |  |     |                       |                       |
|  | Hiroshi Yamato                         |                                        |       | Pin              |                                |                                |  |                  |                           |                           |  |     |                       |                       |
|  | Seiki Yoshioka                         | 18:48                                  |       |                  |                                |                                |  |                  |                           |                           |  |     |                       |                       |
|  | Seiki Yoshioka                         | 18:48                                  |       | Hiroshi Yamato   | 15:11                          |                                |  |                  |                           |                           |  |     |                       |                       |
|  |                                        |                                        |       | Hiroshi Yamato   | 15:11                          |                                |  |                  |                           |                           |  |     |                       |                       |
|  |                                        | Shuji Kondo                            | Pin   |                  |                                |                                |  |                  |                           |                           |  |     |                       |                       |
|  | Shuji Kondo                            | Shuji Kondo                            | Pin   | Pin              |                                |                                |  |                  |                           |                           |  |     |                       |                       |
|  | Shuji Kondo                            |                                        |       | Pin              |                                |                                |  |                  |                           |                           |  |     |                       |                       |
|  | Kaz Hayashi                            | 16:35                                  |       |                  |                                |                                |  |                  |                           |                           |  |     |                       |                       |
|  | Kaz Hayashi                            | 16:35                                  |       |                  |                                |                                |  |                  |                           |                           |  | Kai | 17:57                 |                       |
|  |                                        |                                        |       |                  |                                |                                |  |                  |                           |                           |  | Kai | 17:57                 |                       |
|  |                                        | Masayuki Kono                          | Pin   |                  |                                |                                |  |                  |                           |                           |  |     |                       |                       |
|  | Masakatsu Funaki                       | Masayuki Kono                          | Pin   | Sub              |                                |                                |  |                  |                           |                           |  |     |                       |                       |
|  | Masakatsu Funaki                       |                                        |       | Sub              |                                |                                |  |                  |                           |                           |  |     |                       |                       |
|  | Tajiri                                 | 03:50                                  |       |                  |                                |                                |  |                  |                           |                           |  |     |                       |                       |
|  | Tajiri                                 | 03:50                                  |       | Masakatsu Funaki | Pin                            |                                |  |                  |                           |                           |  |     |                       |                       |
|  |                                        |                                        |       | Masakatsu Funaki | Pin                            |                                |  |                  |                           |                           |  |     |                       |                       |
|  |                                        | Akira                                  | 14:13 |                  |                                |                                |  |                  |                           |                           |  |     |                       |                       |
|  | Ryota Hama                             | Akira                                  | 14:13 | 07:34            |                                |                                |  |                  |                           |                           |  |     |                       |                       |
|  | Ryota Hama                             |                                        |       | 07:34            |                                |                                |  |                  |                           |                           |  |     |                       |                       |
|  | Akira                                  | Pin                                    |       |                  |                                |                                |  |                  |                           |                           |  |     |                       |                       |
|  | Akira                                  | Pin                                    |       |                  |                                |                                |  | Masakatsu Funaki | 07:10                     |                           |  |     |                       |                       |
|  |                                        |                                        |       |                  |                                |                                |  | Masakatsu Funaki | 07:10                     |                           |  |     |                       |                       |
|  |                                        | Masayuki Kono                          | Pin   |                  |                                |                                |  |                  |                           |                           |  |     |                       |                       |
|  | Masayuki Kono                          | Masayuki Kono                          | Pin   | Pin              |                                |                                |  |                  |                           |                           |  |     |                       |                       |
|  | Masayuki Kono                          |                                        |       | Pin              |                                |                                |  |                  |                           |                           |  |     |                       |                       |
|  | Jiro Kuroshio                          | 04:56                                  |       |                  |                                |                                |  |                  |                           |                           |  |     |                       |                       |
|  | Jiro Kuroshio                          | 04:56                                  |       | Masayuki Kono    | Sub                            |                                |  |                  |                           |                           |  |     |                       |                       |
|  |                                        |                                        |       | Masayuki Kono    | Sub                            |                                |  |                  |                           |                           |  |     |                       |                       |
|  |                                        | Yusuke Kodama                          | 09:07 |                  |                                |                                |  |                  |                           |                           |  |     |                       |                       |
|  | Yasufumi Nakanoue                      | Yusuke Kodama                          | 09:07 | 12:32            |                                |                                |  |                  |                           |                           |  |     |                       |                       |
|  | Yasufumi Nakanoue                      |                                        |       | 12:32            |                                |                                |  |                  |                           |                           |  |     |                       |                       |
|  | Yusuke Kodama                          | Pin                                    |       |                  |                                |                                |  |                  |                           |                           |  |     |                       |                       |

## Historia do Titulo
| #                     | A ordem na história reinado                                                          |
| Reinado               | Número do reinado de um lutador especifico                                           |
| Evento                | O evento onde essa pessoa ganhou o titulo                                            |
| Defesas bem sucedidas | Número de defesas bem sucedidas durante esse reinado                                 |
| —                     | Usado para reinados onde o título ficou vago e que não conta como um reinado oficial |
| +                     | Indica que o reinado atual está a mudar diariamente                                  |

| # | Lutador       | Reinado | Data                   | Dias  | Local  | Evento                       | Defesas bem sucedidas | Notas | Ref(s)               |
| - | ------------- | ------- | ---------------------- | ----- | ------ | ---------------------------- | --------------------- | --- | -------------------- |
| 1 | Masayuki Kono | 1       | 8 de outubro de 2014   | 24    | Tóquio | Shodai Ōja Kettei Tournament | 0                     | Masayuki Kono derrotou Kai nas finais de um torneio de dezesseis lutadores para tornar-se no campeão inaugural. | [ 3 ] [ 25 ] [ 26 ]  |
| 2 | Keiji Mutoh   | 1       | 1 de novembro de 2014  | 127   | Tóquio | Hold Out                     | 2                     | | [ 30 ] [ 32 ] [ 33 ] |
| 3 | Kai           | 1       | 8 de março de 2015     | 24    | Tóquio | Trans Magic                  | 0                     | | [ 31 ] [ 35 ] [ 36 ] |
| 4 | Hideki Suzuki | 1       | 1 de abril de 2015     | 102   | Tóquio | Cherry Blossom               | 2                     | | [ 34 ] [ 38 ] [ 39 ] |
| 5 | Kai           | 2       | 12 de julho de 2015    | 71    | Tóquio | Symbol                       | 0                     | | [ 37 ] [ 41 ] [ 42 ] |
| 6 | Manabu Soya   | 1       | 21 de setembro de 2015 | 111   | Tóquio | 2nd Anniversary              | 2                     | | [ 40 ] [ 43 ]        |
| 7 | Yuji Hino     | 1       | 10 de janeiro de 2016  | 3353+ | Tóquio | Sunrise                      | 2                     | | [ 1 ] [ 45 ]         |

## Lista de reinados combinados
Em 16 de março de 2025.
| †  | Indica o atual campeão                     |
| <1 | Indica que o reinado durou menos de um dia |

| Pos. | Lutadores     | Nº de reinados | Defesas combinadas | Dias combinados |
| ---- | ------------- | -------------- | ------------------ | --------------- |
| 1    | Keiji Mutoh   | 1              | 2                  | 127             |
| 2    | Manabu Soya   | 1              | 2                  | 111             |
| 3    | Hideki Suzuki | 1              | 2                  | 102             |
| 4    | Kai           | 2              | 0                  | 95              |
| 5    | Yuji Hino†    | 1              | 1                  | 3353+           |
| 6    | Masayuki Kono | 1              | 0                  | 24              |